# 法夸爾群島

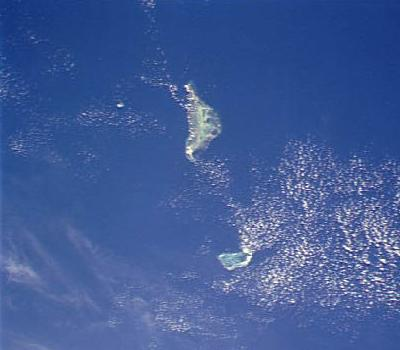

法夸爾群島（法語：Groupe Farquhar）是東非國家塞舌爾的群島，位於首都維多利亞西南約700公里的印度洋南部，由2個環礁（法夸爾環礁、普羅維登斯環礁）和1個島嶼（聖皮埃爾島）組成，土地總面積11平方公里。
10°10′S 51°10′E / 10.167°S 51.167°E